# Sārjīn
Sārjīn (persiska: سارجین, Sārjī) är en ort i Iran.   Den ligger i provinsen Khorasan, i den östra delen av landet, 800 km öster om huvudstaden Teheran. Sārjīn ligger 1 920 meter över havet och antalet invånare är 393.
Terrängen runt Sārjīn är kuperad söderut, men norrut är den platt. Sārjīn ligger nere i en dal. Runt Sārjīn är det glesbefolkat, med 12 invånare per kvadratkilometer. Närmaste större samhälle är Zohān, 12,5 km norr om Sārjīn. Omgivningarna runt Sārjīn är i huvudsak ett öppet busklandskap.